# Шентловренц
Шентловренц (словен. Šentlovrenc) је насељено место у општини Требње, регија Југоисточна Словенија, Словенија.

## Историја
До територијалне реорганизације у Словенији био је у саставу старе општине Требње.

## Становништво
У попису становништва из 2011. године, Шентловренц је имао 127 становника.
| Број становника према пописима | Број становника према пописима | Број становника према пописима |
| ------------------------------ | ------------------------------ | ------------------------------ |
| 1991                           | 2002                           | 2011                           |
| 98                             | 102                            | 127                            |

Напомена: Године 2010. увећан за део насеља Мали Видем.